# جک التون برزنهام
جک التون برزنهام (به انگلیسی: Jack Elton Bresenham) (زاده ۱۱ اکتبر ۱۹۳۷، کلوویس، نیومکزیکو ، ایالات متحده )  استاد سابق علوم رایانه است.

## زندگی‌نامه
برزنهام در سال ۱۹۸۷ بعد از ۲۷ سال خدمت در آی‌بی‌ام به عنوان عضو ارشد فنی بازنشسته شد. او به مدت ۱۶ سال در دانشگاه وینتروپ تدریس کرد و دارای ۹ اختراع است.
الگوریتم خط برزنهام که در سال ۱۹۶۲ توسعه یافت، شناخته شده‌ترین نوآوری اوست. تعیین می‌کند که کدام نقاط در یک گرافیک شطرنجی دو بعدی باید به منظور ایجاد یک خط مستقیم بین دو نقطه داده شده ترسیم شوند و معمولاً برای ترسیم خطوط روی صفحه رایانه استفاده می‌شود. این یکی از اولین الگوریتم‌های کشف شده در زمینه گرافیک کامپیوتری است. الگوریتم دایره میانی شباهت‌هایی به الگوریتم خطی دارد و به الگوریتم دایره برزنهام معروف است.
- دکتری ، دانشگاه استنفورد، ۱۹۶۴
- کارشناسی ارشد ، دانشگاه استنفورد، ۱۹۶۰
- کارشناسی، دانشگاه نیومکزیکو، ۱۹۵۹